# Саміт Росія — США (2025)
Саміт Росія — США 2025 року (офіційно Alaska 2025) — зустріч на вищому рівні між президентами США Дональдом Трампом та Росії Володимиром Путіним, яка відбулася 15 серпня 2025 року в Анкориджі, Аляска, США. Головною темою обговорення була триваюча російсько-українська війна, яку Трамп хоче припинити. Саміт завершився без оголошення угоди, хоча пізніше Трамп натякнув, що, на його думку, тепер на Україні лежить тягар поступитися територією, щоб припинити війну.
Подія стала першою особистою зустріччю двох лідерів з 2019 року і їхнім першим окремим самітом після зустрічі в Гельсінкі у 2018 році.
Під час спільної пресконференції з Путіним після саміту Трамп визнав, що угода щодо припинення вогню не досягнута, заявивши, що «угоди немає, доки вона не укладена».
Саміт Трампа і Путіна на Алясці 2025 року викликав широке двопартійне засудження у США та серед її союзників. Критика стосувалася дій Трампа, які сприймають як спробу репутаційної реабілітації російського диктатора, якого багато хто вважає воєнним злочинцем, і скасування його міжнародної ізоляції. Головним наслідком зустрічі вважалося те, що Трамп фактично перетворив Путіна, який раніше був міжнародним ізгоєм, на партнера США.

## Передумови
Саміт відбувся на тлі залаштункових окремих двосторонніх переговорів США з Україною та Росією (у форматі «човникової дипломатії») щодо «мирного врегулювання» російської агресії проти України.
Саміту передували шість ініційованих Трампом телефонних дзвінків до Путіна, які відбулися 12 лютого, 18 березня, 19 травня, 4 й 14 червня, 3 липня, та п'ять візитів до Москви його близького друга і спецпосланця Стіва Віткоффа, відомого своїми проросійськими поглядами, що мали місце 11 лютого, 13 березня, 11 квітня, 25 квітня та 6-7 серпня. Додатково проведено серію зустрічей США на різних рівнях: дві політичні — 18 лютого в Ер-Ріяді (Саудівська Аравія) з представниками Росії, 11 березня у Джидді (Саудівська Аравія) з високопосадовцями України, а також дві технічні зустрічі на рівні експертів в Ер-Ріяді — 23 березня з українською стороною та наступного дня з російською.
11 травня президент України провів пресбрифінг, на якому офіційно запросив Путіна на прямі переговори, заплановані на 15 травня в Стамбулі (Туреччина), висловивши про свою готовність особисто брати в них участь та закликав до припинення вогню як передумови для переговорів. За умови участі Путіна очікувалася й присутність Трампа. Натомість Путін прийняв запрошення, але замість особистої участі надіслав делегацію експертного рівня на чолі з псевдоісториком Мединським. В ході двох раундів переговорів 15 травня та 2 червня делегації обмінялися здебільшого несумісними позиціями і досягли домовленостей лише з гуманітарних питань, зокрема щодо часткового обміну полоненими та тілами загиблих.

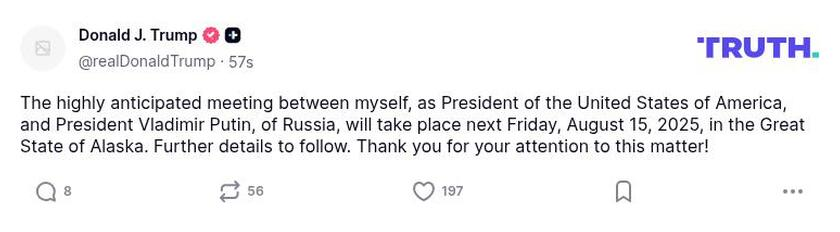
Допис у соцмережі Truth Social від 8 серпня 2025 року, в якому Трамп анонсував зустріч з Путіним замість запровадження того дня «суворих санкцій проти Росії», про які він оголошував 10 днів раніше

Трамп неодноразово погрожував серйозними економічними та політичними наслідками для Росії, якщо та не припинить агресію проти України. Проте всі ці ультиматуми російське керівництво проігнорувало, натомість значно посилило повітряні атаки на Україну, а Трамп так і не наважився втілити свої слова в реальні дії. Востаннє, 14 липня, він оголосив про намір запровадити додаткові обмеження проти Росії та 100% тарифи на країни, що купують російську нафту, якщо Кремль не припинить агресію протягом 50 днів. 28 липня цей термін було скорочено до 10–12 днів, а вже 8 серпня, замість очікуваного того дня запровадження санкцій, оголосив, що 15 серпня прийматиме Путіна на Алясці.

## Делегації
| - Президент Дональд Трамп - Державний секретар Марко Рубіо - Міністр торгівлі Говард Лутнік - Міністр фінансів Скотт Бессент - Директор ЦРУ Джон Реткліфф - Керівник апарату Білого дому Сьюзі Вайлз - Заступник керівника апарату Ден Скавіно - Прессекретар Білого дому Керолайн Левітт - Спеціальний посланник Стів Віткофф Загалом 16 американських чиновників. | - Президент Володимир Путін - Міністр закордонних справ Сергій Лавров - Міністр оборони Андрій Бєлоусов - Міністр фінансів Антон Сілуанов - Помічник президента з питань зовнішньої політики Юрій Ушаков - Спецпредставник президента з питань іноземних інвестицій та економічного співробітництва Кирило Дмитрієв Інші високопосадовці російської делегації |

## Перебіг подій
Трамп і Путін прибули на переговори кожен на своєму президентському літаку з різницею у півгодини, взяли участь у ретельно зрежисованому привітанні на червоній доріжці, перш ніж разом відбути в президентському лімузині США. Переговори проходили за зачиненими дверима, але не віч-на-віч, як планувалося початково, а у форматі «три на три» за участю радників. А замість конкретних результатів, на перший план вийшли символічні жести.

### Прибуття
Перший літак Путіна Ту-214ПУ з бортовим номером RA-64531 приземлився в Анкориджі 15 серпня 2025 року об 09:46 за місцевим часом (UTC−8), що відповідає 20:46 за часом України. Цей літак довгий час вважали основним бортом Путіна, однак пізніше з'ясувалось, що він перебував на резервному літаку Іл-96-300ПУ з бортовим номером RA-96024, який вперше увімкнув транспондер на кілька хвилин над узбережжям Аляски об 10:09 (UTC−8) і приземлився на авіабазі об 10:53 (UTC−8).
Літак Air Force One Boeing VC-25 з бортовим номером 29000 приземлився на Алясці о 10:22 ранку (UTC−8), після чого Трамп залишався на борту літака, чекаючи прибуття Путіна, спілкуючись із пресою. У цей час його прессекретарка повідомила про зміну формату зустрічі, замість особистої розмови наодинці колективна дискусія у складі «три на три»: до президента США приєдналися дерсекретар Марко Рубіо та спецпосланник Стів Віткофф, а до президента Росії — міністр МЗС Сергій Лавров та помічник із зовнішньої політики Юрій Ушаков.
Об 11:08 обидва чоловіки синхронно зійшли зі своїх літаків на червону доріжку у формі математичного турнікету ⊢ на зустріч один одному, потиснули руки та разом попрямували до платформи з написом «ALASKA 2025», де позували для спільного фото. З обох сторін спільної частини доріжки вишикувалися літаки американської військової могутності: чотири винищувачі F-22 Raptor, ще один бомбардувальник B-2 Spirit у супроводі чотирьох винищувачів F-35 Lightning II пролетіли у повітрі над базою. Під час фотосесії журналісти звернулися до Путіна з питанням: «Пане Путін, чи припините ви вбивати цивільних в Україні?», однак він його проігнорував, роблячи гримаси і нібито не чуючи кореспондентів.
Після закінчення церемонії вітання Трамп запропонував Путіну проїхатися разом у броньованому президентському лімузині США «The Beast», на що той погодився. У автівці вони провели кілька хвилин, сидячи поруч і спілкуючись без перекладача.

### Переговори
Перед початком дискусій лідери позували разом зі своїми високопосадовцями на тлі написів «Аляска 2025» та «Прагнення миру». Жоден з них не виголосив вступного слова та не відповів на запитання ЗМІ. Найбільший інтерес у журналістів викликали питання про те, чи погодиться Путін на припинення вогню і чому Трамп має вірити його словам.
Закрита частина саміту тривала 2 години 46 хвилин — з 11:32 до 14:18 (UTC−8). Об 14:58 розпочалася пресконференція, яка тривала 12 хвилин та фактично мала формат брифінгу, з короткими заявами і без можливості журналістам ставити питання.

### Спільне комюніке
Під час спільного брифінгу обидва лідери обмежилися короткими розпливчастими заявами, без подальшого спілкування з журналістами. Всупереч протоколу першим виступив Путін, який відзначив, що в останні роки відносини між Росією та США зазнали суттєвих труднощів та висловив намір їх налагодити. Уникаючи обговорення ключової теми саміту — припинення вогню, він звинуватив Україну у російській агресії, висунув свої вимоги та застеріг ЄС і Україну від «провокацій, які можуть зірвати намічений прогрес». Трамп виглядав виснаженим і говорив більш ніж вдвічі менше, а його завуальована промова свідчила про політичне фіаско у спробах досягти головної мети — угоди про припинення вогню в Україні. У своїх подальших публічних висловлюваннях після саміту він схиляв Україну до укладення швидкої угоди про припинення російської агресії на умовах, які фактично віддзеркалювали позицію Путіна.

## Подальший розвиток подій
Під час зворотного рейсу до Вашингтона на борту літака Air Force One Трамп провів телефонну розмову з президентом України Володимиром Зеленським, повідомив про підсумки зустрічі та наміри найближчим часом провести тристоронній саміт за участі України, США та Росії, деталі планували узгодити у Вашингтоні 18 серпня. Лідери майже годину спілкувалися у двосторонньому форматі, після чого до розмови долучилися семеро європейських лідерів (за абеткою): Емманюель Макрон, Джорджа Мелоні, Фрідріх Мерц, Кароль Навроцький, Марк Рютте, Кір Стармер, Александр Стубб, Урсула фон дер Ляєн (ймовірно), а також Марко Рубіо та Стів Віткофф. 18 серпня переговори продовжилися у Білому домі: розпочалися з двосторонньої зустрічі між Трампом і Зеленським, а згодом у розширеному форматі за участю решти європейських лідерів. І хоча під час зустрічі союзники не надали чітких гарантій безпеки для України, а решту ключових питань залишили невирішеними, вона завершилася підготовкою до проведення прямих двосторонніх переговорів між Зеленським та Путіним. Така поспішність фактично повторила події, що передували Мінським домовленостям, які були укладені у 2014–2015 роках під значним тиском міжнародних партнерів України, але без належного врегулювання фундаментальних умов для миру.

## Реакція
Міністерка оборони Литви Довілє Шакалєнє схарактеризувала висловлювання російського лідера як приклад «газлайтингу» та завуальованих погроз, маючи на увазі його попередження на адресу України та Європи щодо неприпустимості «саботажу» домовленостей, досягнутих на саміті.
Міністр закордонних справ Чехії Ян Ліпавський, коментуючи результати зустрічі, висловив підтримку дипломатичним зусиллям президента США Дональда Трампа, проте поставив під сумнів зацікавленість Кремля у досягненні мирної угоди. Він зауважив, що «якби Путін справді прагнув миру, він не продовжував би атаки на Україну в день переговорів».
На думку колишнього керівника Мюнхенської безпекової конференції, німецького дипломата Вольфганга Ішингера, переговори в Анкориджі завершилися дипломатичною перемогою Путіна. Ішингер зазначив, що підсумки виявилися «разюче різними» для обох сторін: «Путін отримав червону доріжку з Трампом, тоді як Трамп не здобув нічого».